# Francisco Stockinger
Francisco Alexandre Stockinger (Traun, 7 de agosto de 1919 — Porto Alegre, 12 de abril de 2009), dito Xico Stockinger, foi um artista plástico austríaco, naturalizado brasileiro. Destacou-se como um dos principais escultores modernos brasileiros, tendo sido também gravurista, fotógrafo, chargista, artista gráfico e gestor cultural.

## Biografia

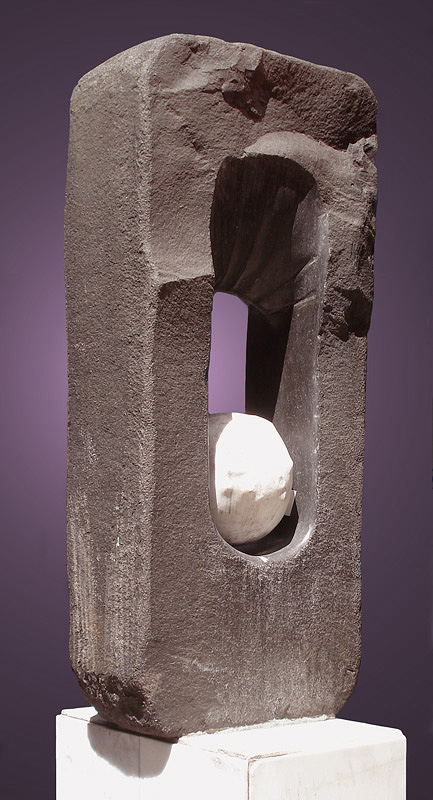
Escultura pública na esquina das ruas Ladeira e Sete de Setembro, instalada em princípios da década de 1970, Porto Alegre

Filho de pai austríaco e de mãe inglesa, Franz Alexander Stockinger nasceu em Traun, Alta Áustria. Quando tinha três anos e pouco a família emigrou para o Brasil, em fevereiro de 1923. Foram para o interior do município de Santo Anastácio, na fronteira do estado de São Paulo com o Mato Grosso do Sul. Por volta de 1929, mudou-se com a mãe para capital paulista, onde foi interno no Colégio Mackenzie. Por volta de 1937, transferiu-se para o Rio de Janeiro. Lá, entre outas atividades, fez curso de piloto no Aeroclube do Brasil, realizando um sonho de infância. Dois anos depois, entrou para a Navegação Aérea Brasileira (NAB), companhia aérea na qual fez curso de voo por instrumentos e um curso de Meteorologia, exercendo na empresa o cargo de Previsor do Tempo para a Aviação, por vários anos.
Em 1946, há referências que Stockinger tenha iniciado seus estudos artísticos no Liceu de Artes e Ofícios do Rio de Janeiro, embora essa informação jamais tenha sido confirmada por nenhum tipo de documento, conforme se percebe pela pesquisa de seis anos que resultou no livro "Stockinger - Vida e Obra", de José Francisco Alves (Chico Alves), em 2012. Corrobora com isso o que o próprio Stockinger escreveu, sobre suas tentativas iniciais de estudo em arte. Foram as frustradas aulas com o pintor Pedro Bruno, que o obrigou a desenhar, por dois meses seguidos, os busto de Sócrates, fazendo-o desistir. Posteriormente, no que seria o "Liceu", o artista entrou por uma porta e saiu por outra, uma vez que, na primeira aula, colocaram em sua frente justamente o busto de Sócrates! Mas foi sob indicação do pintor Clóvis Graciano, no mesmo ano de 1946, que Xico Stockinger finalmente iniciou seus estudos em escultura, com Bruno Giorgi, no ateliê desse escultor que funcionava no antigo Hospício da Praia Vermelha, Rio de Janeiro. Conviveu também com Oswaldo Goeldi, Marcelo Grassmann e Maria Leontina. Nesse período, a sua profissão era a de previsor do tempo, mas atuava também como caricaturista e paginador na imprensa carioca. Em especial, foi um "faz tudo" (diagramação, charges, caricaturas, ilustrações) no pasquim O Cangaceiro, entre 1953 e 1954.
Em 1954, Stockinger se transferiu para Porto Alegre, no Rio Grande do Sul, para trabalhar no jornal que estava sendo criado, A Hora, que iniciou a circular em novembro daquele ano. Lá, foi paginador, caricaturista, ilustrador e cronista de humor, cuja coluna, "Diário de Porto Alegre", era feita a "quatro mãos" com o jornalista Josué Guimarães. Em 1956, demitiu-se do jornal por solidariedade a colegas demitidos em conflitos profissionais do pessoal de redação com os proprietários do jornal. Desempregado e com dois filhos pequenos (Jussara Maria, 1950, e Francisco, 1951), começou a produzir xilogravura e foi eleito Presidente da Associação Riograndense de Artes Plásticas Francisco Lisboa (fundada em 1938), por três mandatos consecutivos. Em 31 de dezembro de 1958 naturalizou-se brasileiro.
Em 1961, juntamente com crítico e professor Carlos Scarinci, organizou e foi o primeiro diretor do Atelier Livre da Prefeitura Municipal de Porto Alegre, função na qual permaneceu até meados de 1964. Ainda em 1961, foi ser caricaturista, chargista e cronista de humor no jornal Folha da Tarde (Porto Alegre), até 1973, ano em que passou a dedicar-se exclusivamente à produção artística. Em 1963, foi diretor do Museu de Arte do Rio Grande do Sul, ocupando o cargo por cerca de um ano. Em 1967, foi novamente diretor do museu, quando também acumulou a direção da Divisão de Artes do Departamento de Cultura da Secretaria de Educação e Cultura do Rio Grande do Sul.
Em 1974 foi submetido a cirurgia cardíaca em São Paulo, contraiu hepatite pós-operatória, sendo obrigado a fazer repouso. Nessa época, começou a cultivar cactos, atividade na qual era uma das autoridades na América Latina. Residia no bairro Cristal, na zona sul de Porto Alegre.
É de autoria de Stockinger com Eloisa Tregnago um conjunto de duas esculturas de bronze, obra pública entre as mais famosas de Porto Alegre, na Praça da Alfândega: Carlos Drummond de Andrade em pé, lê para Mário Quintana, sentado em um banco, as quais compõem o Monumento à Literatura, inaugurado em 26 de outubro de 2001.
Recebeu, em 1994, o título de cidadão honorário de Porto Alegre e, em 1997, o prêmio do Ministério da Cultura na área de artes plásticas.
Em 1986 foi operado pela segunda vez das coronárias, em São Paulo. Com mais de 80 anos de idade, Xico Stockinger continuou ativo e produzindo até sua morte, em abril de 2009, a poucos meses de completar noventa anos. Realizou mais de 30 exposições individuais, além de ter participado de dezenas de mostras coletivas.

### Arte Pública
- 1967 - Busto de Antônio Amábile, Praça Antônio Amábile, Porto Alegre
- 1972 - Recortes em ferro, Praça Dom Sebastião, Porto Alegre
- 1973-74 - Granito e mármore, Rua General Câmara, Porto Alegre
- 1976-2000 - Granito e metal, agência bancária, Rua Hilário Ribeiro, Porto Alegre
- 1979 - Granito e aço inox, Jardim de Esculturas, Praça da Sé (São Paulo)
- 1979 - "Compressão", Jardim de Esculturas, Parque da Catacumba, Rio de Janeiro
- 1987 - Mármore, Foro de Justiça, Porto Alegre
- 1990 - Guerreiro, Casa de Cultura Mario Quintana, Porto Alegre
- 1993 - Flores em ferro, Jardim do Palacio de La Circasiana, Quito, Equador
- 1994 - Recortes em ferro, Praça Japão, Porto Alegre
- 1995 - "Paisagem Lunar, Parque Moinhos de Vento, Porto Alegre
- 1997 - Flores em ferro, Jardim de Esculturas, Parque Marinha do Brasil, Porto Alegre
- 1998 - Homenagem a Vasco Prado, Centro Municipal de Cultura, Arte e Lazer Lupicínio Rodrigues, Porto Alegre
- 2002 - Granitos, Parque Maurício Sirotsky Sobrinho, Porto Alegre
- 2001 - Monumento à Literatura Brasileira, Praça da Alfândega, Porto Alegre
- 2002 - Monumento contra a privatização da água, CORSAN/Museu da Água, Rio Grande
- 2003 - Mármore, Brusque, Santa Catarina
- 2006 - Busto de Luiz de Miranda, Uruguaiana
- 2009 - Recortes em ferro, Casa das Artes, Bento Gonçalves [Póstuma]

## Exposições, participações em salões e premiações

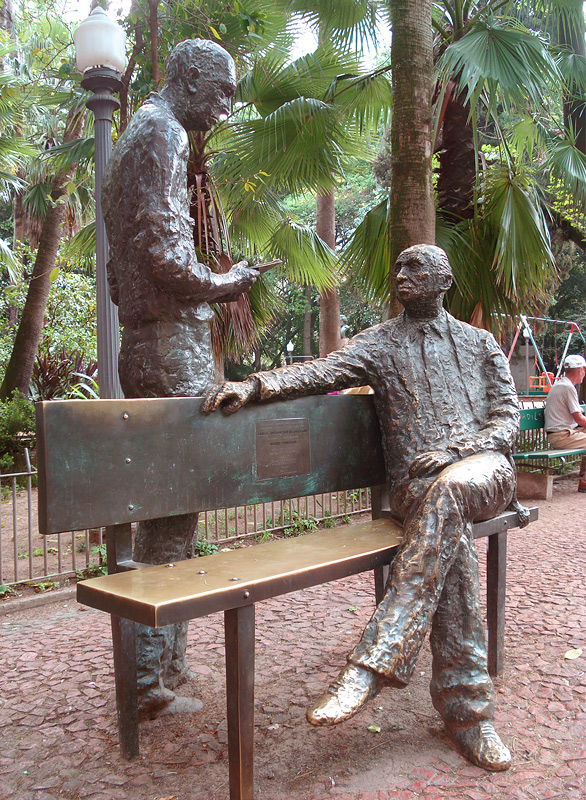
Monumento a Carlos Drummond de Andrade e Mário Quintana, na Praça da Alfândega, obra de Francisco Stockinger e Eloisa Tregnago

- 1948 - Salão Nacional de Belas Artes, Divisão Moderna - Medalha de Bronze, Rio de Janeiro/RJ.
- 1949 - Salão Nacional de Belas Artes, Divisão Moderna - Medalha de Prata, Rio de Janeiro/RJ.
- 1950 - Exposição Coletiva de Escultura. Museu Nacional de Belas Artes, Rio de Janeiro/RJ.
- 1951 - Salão da Câmara Municipal do Distrito Federal, Rio de Janeiro/DF - Diploma de Alto Mérito.
- 1952 - I Salão Nacional de Arte Moderna, Rio de Janeiro - Membro do Júri de Salão e Premiações.
- 1954 - III Salão Nacional de Arte Moderna, Rio de Janeiro/RJ - Salão da Câmara Municipal do Distrito Federal, Rio de Janeiro/DF - Medalha de Ouro.
- 1957 - Salão da Câmara Municipal de Porto Alegre, Porto Alegre/RS - 1 ° Prêmio em Gravura.
- 1959 - Exposição Individual de Xilogravuras. Pequena Galeria da Biblioteca Pública Municipal de Salvador/BA.
- 1960 - I Festival de Artes Plásticas da Divisão de Cultura do Rio Grande do Sul, Porto Alegre/RS - 1 ° Prêmio em Escultura.
- 1960 - Exposição Individual de Gravura. Museu de Arte do Rio Grande do Sul, Porto Alegre/RS. Salão de Arte Cristã. Museu de Arte do Rio Grande do Sul, Porto Alegre/RS - 1 ° Prêmio.
- 1961 - XVI Salão Municipal de Belas Artes, Belo Horizonte/MG - 1 ° Prêmio em Escultura. Exposição com Marcelo Grassmann. Galeria de Arte São Luiz, São Paulo/SP.
- 1961 - VI Bienal Internacional de Arte de São Paulo.
- 1961 - Exposição Individual na Galeria de Arte São Luiz, São Paulo/SP.
- 1961 - Exposição com Marcelo Grassmann. Petite Galerie, Rio de Janeiro/RJ.
- 1961 - Salão de Arte do Rio Grande do Sul, Porto Alegre/RS - 1 °. Prêmio em Escultura. Bienal de Garrara, Itália - Representante do Brasil.
- 1962 - Bienal de Carrara, Itália - Representante do Brasil.
- 1963 - I Salão Cidade de Porto Alegre - 1 ° Prêmio em Escultura.
- 1963 - XII Salão Paulista de Arte Moderna - Medalha de Ouro.
- 1963 - XXI Salão Paranaense de Belas Artes, Curitiba/PR - Medalha de Ouro.
- 1963 - Instalação da escultura em bronze "Dona Veridiana" em praça pública da capital de São Paulo. Obra encomendada pelo embaixador Assis Chateaubriand.
- 1963 - VII Bienal Internacional de Arte de São Paulo.
- 1964 - Exposição Individual, sob o patrocínio do Instituto Cultural Brasileiro-Alemão, Porto Alegre/RS.
- 1964 - "Exposição de Arte Brasileira" na Europa, sob os auspícios do Itamaraty - Artista convidado.
- 1964 - Exposição Individual na Galeria São Luiz, São Paulo/SP.
- 1965 - Exposição Individual na Galeria Lakar, Porto Alegre/RS.
- 1965 - Salão Comparaison, Mostra de Arte Brasileira. Paris, França, itinerando para Lisboa e Praga.
- 1965 - VIII Bienal Internacional de Arte de São Paulo.
- 1965 - Exposição Individual, comemorativa a seus vinte anos de atividade artística. Museu de Arte do Rio Grande do Sul, Porto Alegre/RS.
- 1965 - Exposição Individual de Cerâmicas e Esculturas. Museu de Arte do Rio Grande do Sul, Porto Alegre/RS.
- 1965 - Exposição Individual de Esculturas e Desenhos. Galeria Bonino, Rio de Janeiro/RJ.
- 1965 - "Arte Hoje no Rio Grande do Sul." Museu de Arte do Rio Grande do Sul, Porto Alegre/RS.
- 1965 - XXIII Salão Paranaense de Belas Artes, Curitiba/PR - Prêmio Aquisição.
- 1966 - I Bienal Nacional de Artes Plásticas, Sala Especial, Salvador/BA - Prêmio Aquisição.
- 1967 - Escultura Moderna Brasileira, Casa de La Paz, Cidade do México, México.
- 1968 - Exposição Individual. Galeria Mirante das Artes, São Paulo/SP.
- 1969 - Mostra Comemorativa "Cinqüenta Anos de Vida". Galeria Portinari, Instituto de Idiomas Yazigi, Porto Alegre/RS.
- 1970 - Exposição Individual de Esculturas em Mármore. Galeria Documenta, São Paulo/SP.
- 1970 - I Salão de Artes Visuais. Universidade Federal do Rio Grande do Sul, Porto Alegre/RS.
- 1970 - Exposição Individual. Galeria Mirante das Artes, São Paulo/SP.
- 1972 - Exposição Individual de 1970 - Esculturas. Galeria Bonino, Rio de Janeiro/RJ.
- 1973 - Um dos dez convidados para o 1° Encontro de Escultores Comemorativo ao Sesquicentenário de Aleijadinho, Ouro Preto/MG.
- 1975 - Convidado especial na Mostra de Cerãmica Artística. Museu de Arte do Rio Grande do Sul, Porto Alegre/RS.
- 1975 - Bienal da Pequena Escultura, Budapeste, Hungria - Representante brasileiro.
- 1975 - III Salão de Artes Visuais, Universidade Federal do Rio Grande do Sul - Membro do júri.
- 1976 - Exposição Individual de Esculturas. Galeria de Arte da Casa do Brasil, Roma/Itália.
- 1977 - Exposição Individual de Desenhos, Esculturas e Múltiplos na Oficina de Arte, Porto Alegre/RS.
- 1977 - IV Salão de Artes Visuais. Universidade Federal do Rio Grande do Sul/Fundação Nacional de Arte - FUNARTE - Membro do júri de seleção e premiação.
- 1978 - Exposição Individual de Esculturas. Galeria B-75, Rio de Janeiro/RJ.
- 1980 - Mostra comemorativa "Homenagem a Xico Stockinger". Galeria de Arte do Centro Comercial de Porto Alegre, Porto Alegre/RS.
- 1980 - Exposição Individual de Esculturas. Bolsa de Arte, Porto Alegre/RS.
- 1980 - I Feira do Pequeno Bronze. Centro Municipal de Cultura, Porto Alegre/RS. 1981 - Exposição Inaugural. Galeria Tina Presser, Porto Alegre/RS.
- 1980 - Exposição Individual. Galeria Aktuell, Rio de Janeiro/RJ.
- 1980 - Escultura ao Ar Livre, II Festival de Verão do Guarujá, em São Paulo.
- 1983 - Exposição de Arte Erótica, juntamente com Vasco Prado. Galeria Tina Presser, Porto Alegre/RS. Exposição Individual de Esculturas. Galeria Ponto d'Arte, Santana do Livramento/RS.
- 1980 - Exposição Coletiva "Escultores Gaúchos". Galeria Skultura, São Paulo/SP, por ocasião do lançamento do livro "Escultores Contemporâneos do Rio Grande do Sul", de Armindo Trevisan.
- 1980 - II Mostra de Escultura. Centro Municipal de Cultura, Porto Alegre/RS - Artista homenageado.
- 1984 - V Salão Paranaense de Cerãmica, Curitiba/PR - Membro da comissão julgadora.
- 1985 - Exposição Individual de Mármore,. Galeria de Arte Paulo Figueiredo, São Paulo/SP.
- 1985 - Exposição "Destaques da Arte Brasileira". Museu de Arte Moderna de São Paulo, São Paulo/SP - Artista convidado.
- 1985 - Exposição Individual de Escultores em Mármore e Ônix. Galeria Tina Presser, Porto Alegre/RS. XVIII Bienal Internacional de São Paulo - Artista convidado.
- 1985 - Panorama de Arte Tridimensional. Museu de Arte Moderna de São Paulo, São Paulo/SP - Participação especial.
- 1986 - Organiza exposição comemorativa dos 80 anos de Bruno Giorgi, no Museu de Arte do Rio Grande do Sul, Porto Alegre/RS.